# Ambrogio Bianchi
Pour les articles homonymes, voir Bianchi.
Ambrogio Bianchi (né le 17 octobre 1771 à Crémone en Lombardie et mort le 3 mars 1856 à Rome) est un cardinal italien du XIXe siècle.

## Biographie
Ambrogio Bianchi est abbé général en 1835 de la Congrégation bénédictine des Camaldules de Fonte Avellana et membre de la Curie romaine. Le pape Grégoire XVI le crée cardinal in pectore lors du consistoire du 6 avril 1835. En 1836, Ambrogio Bianchi est préfet de la Congrégation de la discipline du clergé régulier. Sa création est publiée le 8 juillet 1839. Il participe au conclave de 1846, lors duquel Pie IX est élu comme pape.
Ambrogio Bianchi est l’auteur de plusieurs livres.

### Sources
- Collectif, Almanach de Gotha : Annuaire diplomatique et statistique pour l’année 1852, vol. 158, Justus Perthes, 1853 (lire en ligne)
- (it) Collectif, Pietro Casaretto e gli inizi della Congregazione Sublacense (1810-1880). Saggio storico nel I Centenario della Congregazione (1871-1972) : (extrait du volume 14 de la Studia Monastica de 1972), Abadia de Montserrat, 1973 (ISBN 84-7202-103-3, lire en ligne)